# オクルパッド

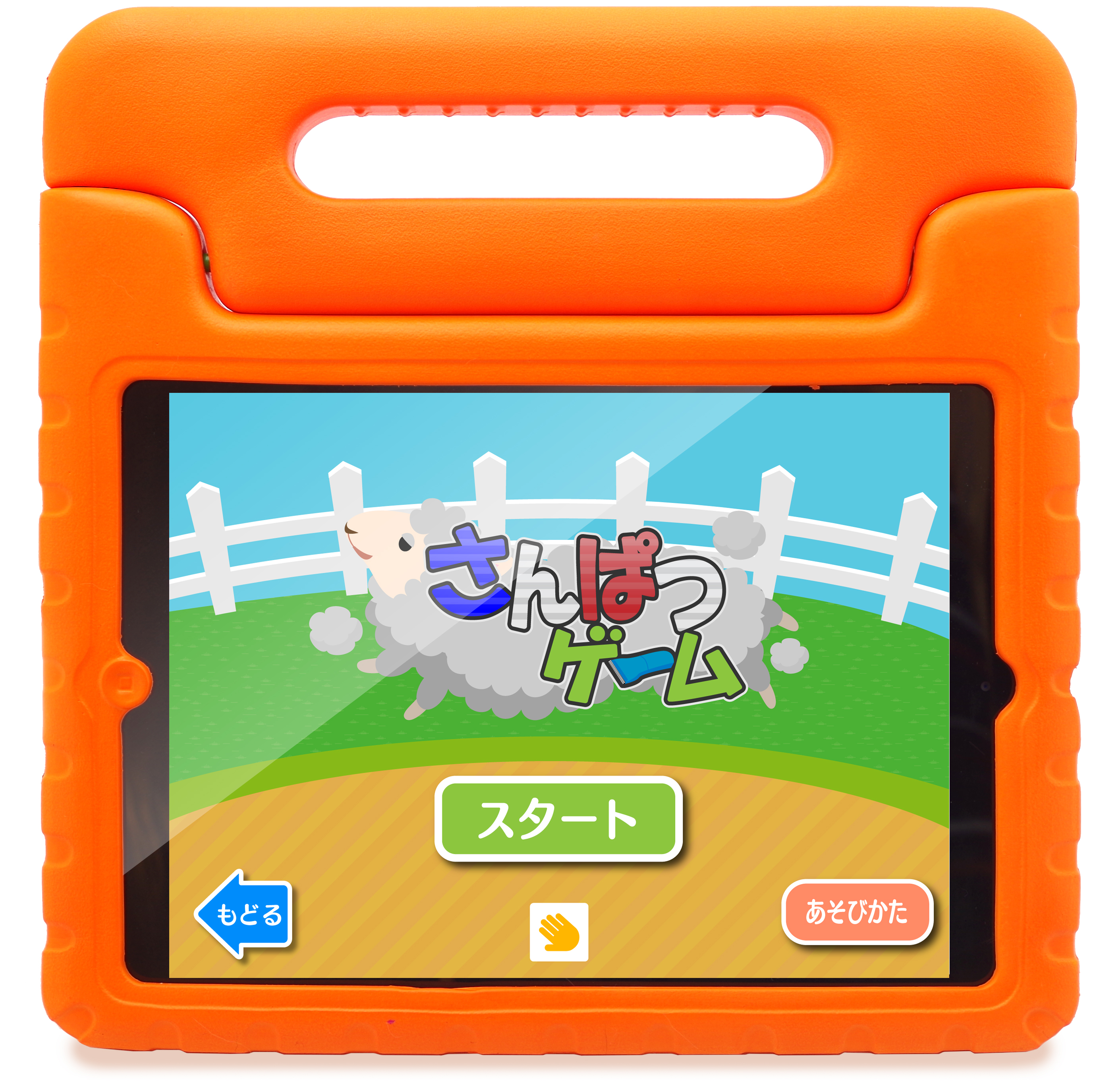
オクルパッド本体の画像（画面はハメコミ合成）

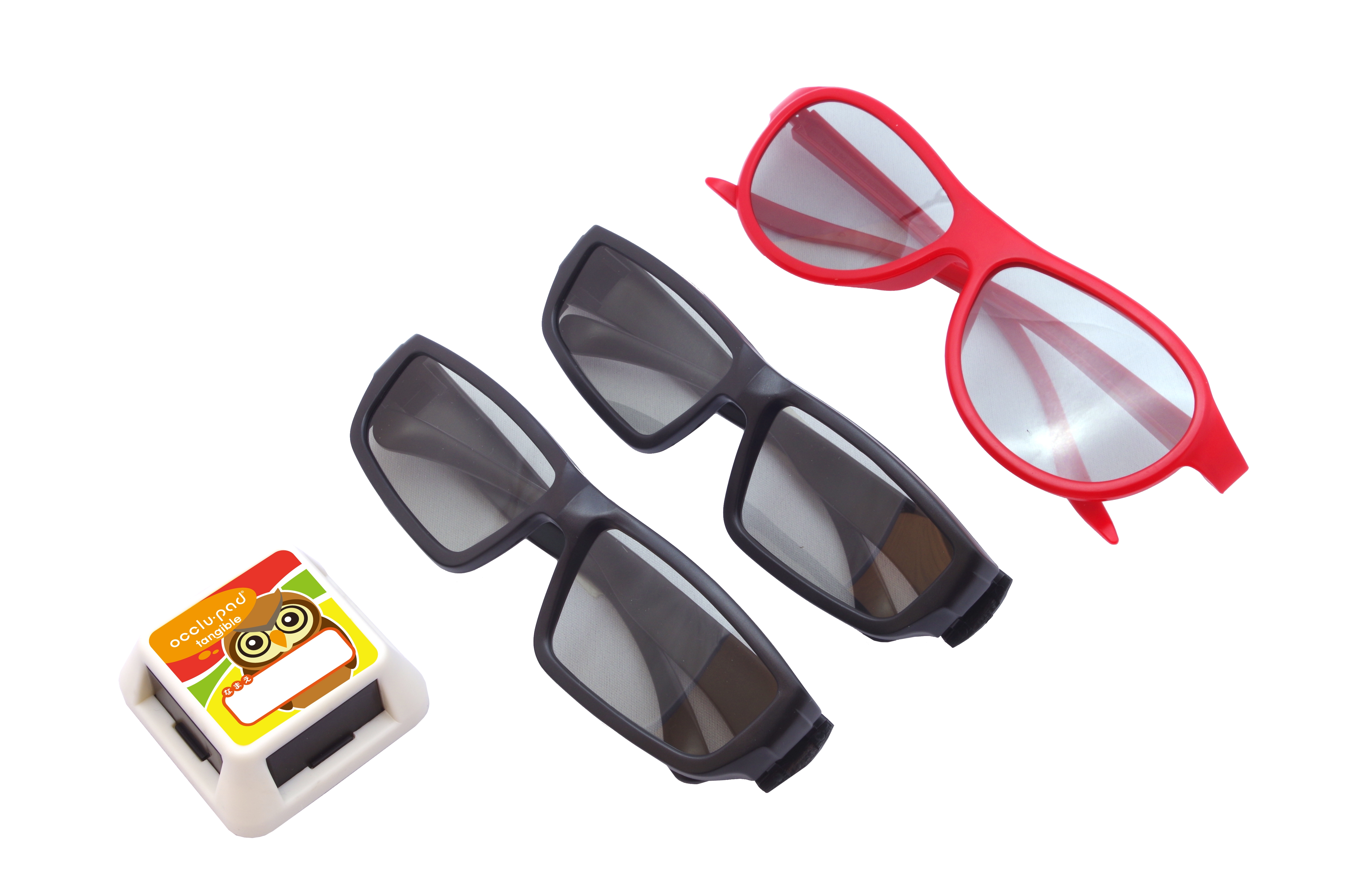
オクルパッドに付属する偏光グラスとブロック

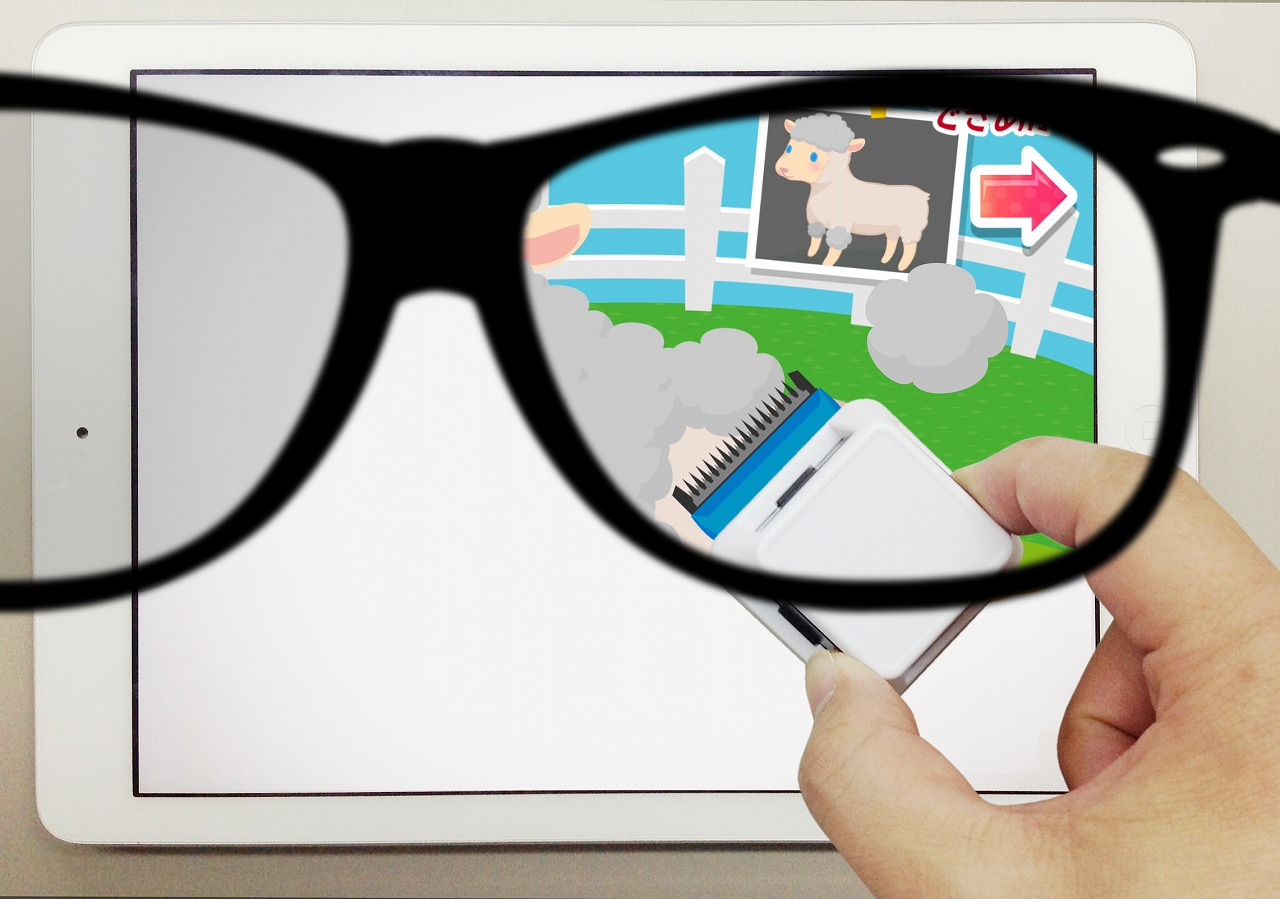
オクルパッドの利用イメージ（右眼が弱視眼の場合、このように右眼のみ画面を閲覧できる。指・周辺視野・ブロックなどについては両眼視が維持される）

オクルパッド（英語表記：Occlu-Pad）はタブレット型の視機能検査訓練装置で、主に小児の弱視（Amblyopia）の治療・訓練に用いられる。

## 構成
オクルパッド（タブレット）本体、専用メガネ（右眼訓練用、左眼訓練用、各1セット）、タンジブロック（タッチパネル操作用のブロック）、及び付属品によって構成される。

## 原理
「ホワイトスクリーン」と呼ばれる加工技術により、液晶ディスプレイ(LCD)の画面を肉眼では見えないように加工、専用の特殊偏光メガネを介して覗くことで、患眼（弱視の目）のみに元通りの画面を提示する。
これによってアイパッチをすることなく、両眼を開けた状態（両眼開放下）で、患眼（弱視の目）のみにタブレット画面の刺激を与える。
オクルパッド本体（タブレット）には予め弱視訓練に特化した10種類のゲームがプリインストールされており、上述のメガネを掛けてゲームで遊ぶことにより、小児が楽しみながら弱視訓練することを狙う。

## 特徴
周辺視野（タブレットの周囲）や患者の手とその動きについて両眼視を保っており、患眼にのみ映像刺激を与えることで、アイパッチ等による遮閉を行わない点が特徴とされている。
この他にタンジブロックと呼ばれるプラスチック製のブロック（コト社のDigiShot）が同梱されており、タッチパネルを操作するためのドングルとして機能する。指先がまだ小さく、タブレットがうまく扱えない小児であっても、タンジブロックによりゲームで遊べるよう工夫している点が特徴とされる。

## 効果
従来の片眼遮閉よりも、視力改善効果が優位になるとの報告がある。
- Yo Iwata, et al. (2018). “Comparison between Amblyopia Treatment with Glasses Only and Combination of Glasses and Open-Type Binocular (Occlu-Pad) Device”. BioMed Research International 2018.
- Yo Iwata, et al. (2018). “Evaluation of the Effects of the Occlu-Pad for the Management of Anisometropic Amblyopia in Children”. Current Eye Research 2018.　(Print) ISSN 0271-3683, (Online) ISSN 1460-2202
- T. Handa, et al. (2015). “Modified iPad for treatment of amblyopia: a preliminary study”. J AAPOS 552-4.
- 半田知也他 (2015). “タブレット型視能訓練装置(Occlu‐pad)を用いた弱視訓練報告”. 日本眼科学会雑誌 119:  171.

## 利用できる場所
医科向けのクラス1医療機器であり一般向けの販売はされていない。
導入されている病院・クリニックにおいて、医師または視能訓練士等の指導下で利用する。